# Filippo Picinelli
 Filippo Picinelli  (Milán, 21 de noviembre de 1604-Milán, 1686) fue un canónigo agustino y emblemista italiano.

## Biografía
Picinelli fue bautizado con el nombre de Carlo Francesco pero a los dieciocho años adoptó el nombre de Filippo, a raíz de ingresar con los Canónigos Regulares de San Agustín, en el monasterio romano de San Juan de Letrán. Los estudios de filosofía y teología los hizo Picinelli inicialmente en Cremona y posteriormente en Plasencia; de manera que quizá fuera en este último sitio donde finalmente obtuviera el grado de doctor en teología. Una vez ordenado sacerdote, dedicó cuarenta años de su vida a la enseñanza dentro de su orden religiosa; esta actividad se combinó con la predicación al pueblo en varias catedrales italianas, donde sus dotes oratorias fueron muy apreciadas por varios obispos; entre ellos destaca el de Tortona, don Paolo Arese, reputado emblemista, quien más tarde impulsaría a Picinelli a publicar sus obras. Además, Picinelli fue prior del monasterio de Santa María de la Pasión durante un trienio y luego fue nombrado abad. Su extensa labor de predicador fue plasmada en la mayor parte de sus obras, mayormente publicadas en italiano, entre las que destacan: Applausi festivi o siano Panegirici varii (1649, Venecia), Feminarum sacræ scripturæ elogia (1657, Milán), Lumi, e riflessi (1667, Milán), Ateneo dei letterati milanesi (1670, Milán) y Fatiche apostoliche (1672-1674, Milán). Murió en 1686.

## Mondo Simbolico

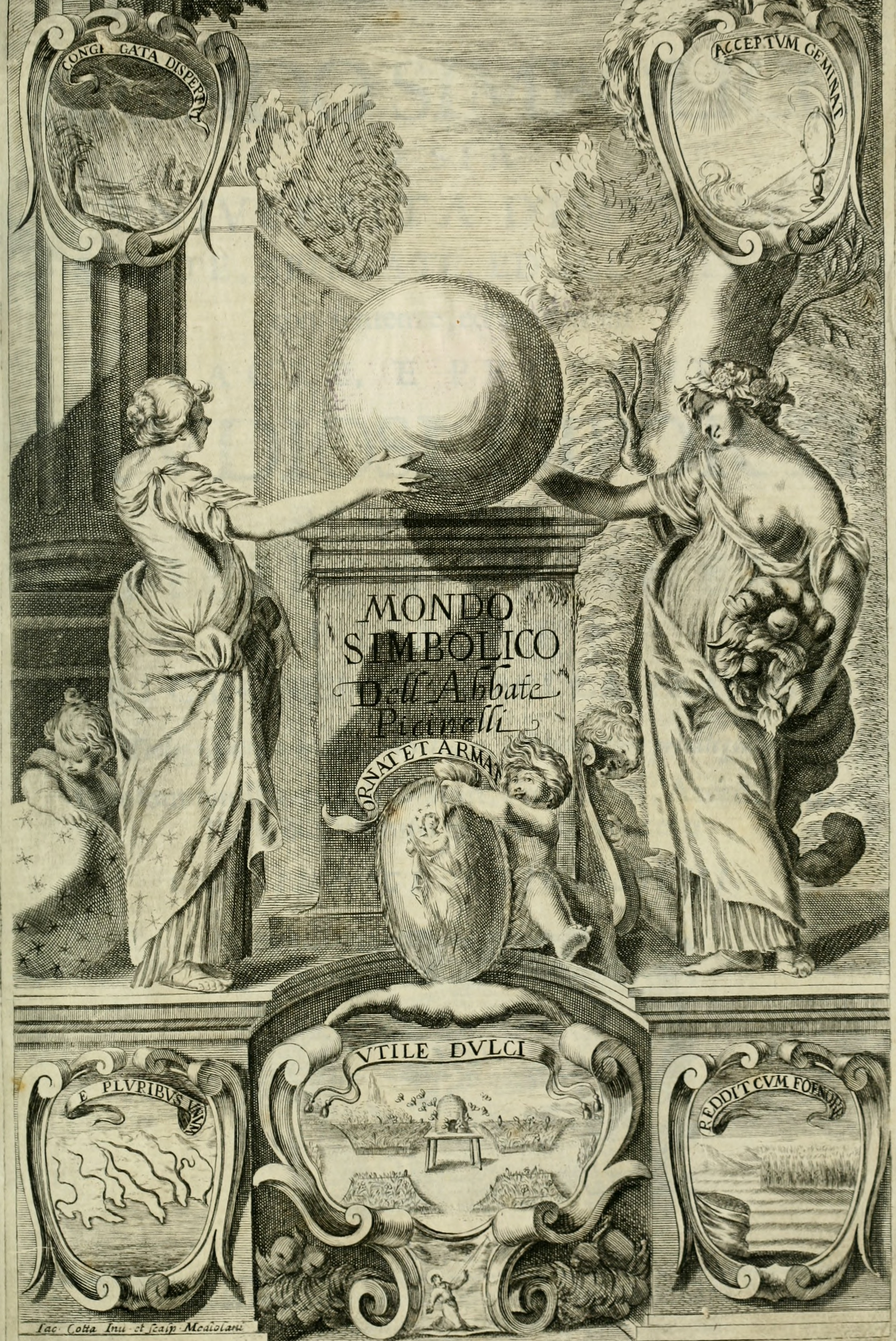
Mondo simbolico de Filippo Picinelli.

Picinelli creía que la creación divina podía ser leída como un libro simbólico.  Esto le inspiró para reunir una enciclopedia de emblemas de más de mil páginas, llamada Mondo Simbolico (El mundo simbólico, 1653), originalmente escrito en italiano y poco después traducido al latín por Agustin Erath, del Colegio Imperial de Wettenhausen, en 1679. Picinelli, en el prólogo a Il Mondo Simbolico, relata que la génesis de su obra surgió de la necesidad de compilar una serie pequeña de emblemas ricos en contenido -no más de cuatro páginas originalmente-, para apoyo en la elaboración de sus propios sermones. De ahí, con el tiempo y la paciente recopilación de emblemas heroicos y morales, producto del ingenio de un gran número de reconocidas autoridades en la materia, tanto antiguas como modernas, lo que nació como breve cuadernillo de apuntes de uso personal, creció con los años para formar un grueso volumen, complementado con índices temático y bibliográfico, que el autor quiso dar a conocer a un público interesado en la agudeza encerrada en el arte emblemática, especialmente oradores, predicadores, académicos, poetas y otros que quisieran ejercitarse en este tipo de quehacer simbólico.

## Obras
- Ateneo dei letterati milanesi, Milan, 1670 .
- Foeminarum S. Scripturae Elogia (1694 Latin edition
- Labores Apostolici (1711 Latin edition, Vol. 1
- Lumi riflessi, 1667 (1702 Latin edition Lumina reflexa)
- Mondo simbolico, 1653 (1681 Latin edition, Mundus Symbolicus, Vol. 1 ; 1687 Latin edition, Vol. 2 )
- Sacrarum religionum (1696 Latin edition )
- Symbola virginea (1694 Latin edition )
- Tributa encomiorum (1697 Latin edition )

## Traducciones
El Colegio de Michoacán ha editado una serie de traducciones de Mondo simbolico:
- Los cuerpos celestes (1997), traducción de Eloy Gómez y otros.
- Serpientes y animales venenosos. Los insectos (1999), traducción de Rosa Lucas González y Eloy Gómez Bravo.
- Los metales. Los instrumentos eclesiásticos (2006), traducción de Rosa Lucas González; Bárbara Skinfill Nogal; Pascual Guzmán de Alba; Alberto Carrillo Cázares.
- Los instrumentos mecánicos, los instrumentos de juego (2012), traducción de Rosa Lucas González; Bárbara Skinfill Nogal; Eloy Gómez Bravo.
- Las aves y sus propiedades (2012), traducción de Bárbara Skinfill Nogal; Rosa Lucas González; Eloy Gómez Bravo.
- Dioses, héroes y hombres de la antigüedad clásica (2013), traducción de Rosa Lucas González y Gabriel Sánchez Barragán.